# Haldibari
Haldibari là một thành phố và khu đô thị của quận Koch Bihar thuộc bang Tây Bengal, Ấn Độ.

## Địa lý
Haldibari có vị trí 26°20′B 88°46′Đ / 26,33°B 88,77°Đ Nó có độ cao trung bình là 57 mét (187 feet).

## Nhân khẩu
Theo điều tra dân số năm 2001 của Ấn Độ, Haldibari có dân số 13.170 người. Phái nam chiếm 51% tổng số dân và phái nữ chiếm 49%. Haldibari có tỷ lệ 67% biết đọc biết viết, cao hơn tỷ lệ trung bình toàn quốc là 59,5%: tỷ lệ cho phái nam là 72%, và tỷ lệ cho phái nữ là 62%. Tại Haldibari, 12% dân số nhỏ hơn 6 tuổi.